# Toramana
Toramana – władca Heftalitów w latach 490-515 (510?), ojciec Mihirakuli.
Wykorzystując rozpad państwa Guptów, zajął ok. 490 Gandharę, następnie rozszerzył swoje panowanie na dolinę Dżamny i Gangesu (do ok. 500-510). Słynny z okrucieństwa, jego czyny opisał Kalhana.